# Pavlos Tzermias
Pavlos N. Tzermias (griechisch Παύλος Ν. Τζερμιάς; * 5. Mai 1925 in Thessaloniki; † 13. Mai 2016 in Zürich) war ein griechisch-schweizerischer Jurist, Historiker, Neogräzist, Journalist und Publizist.

## Leben

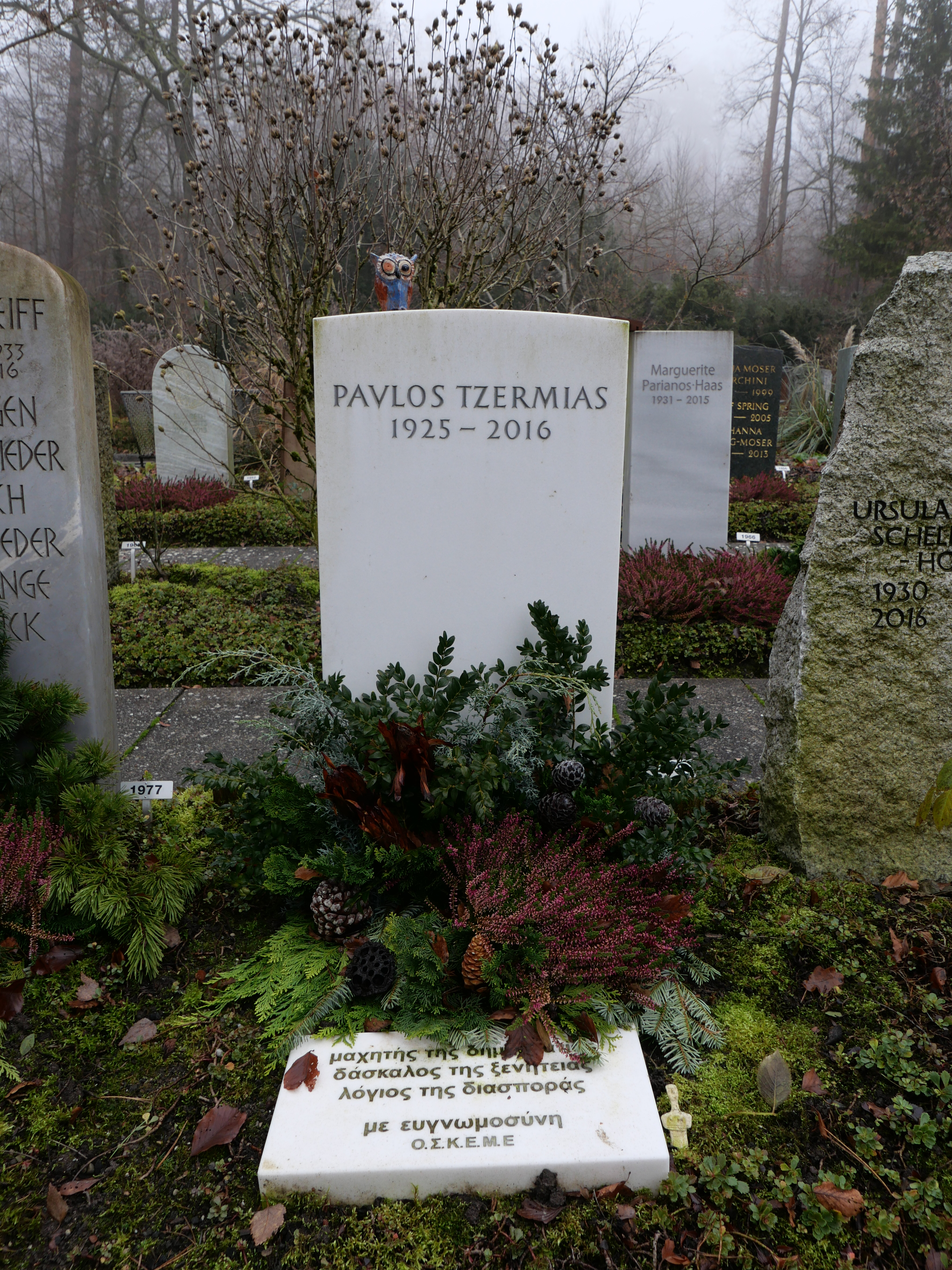
Tzermias' Grab.

Pavlos Tzermias wurde als Sohn des kretischen Juristen und Politikers Nikolaos Tzermias geboren. Er studierte Rechtswissenschaft an der Universität Athen und von 1949 bis 1964 an der Universität Zürich und erlangte das Anwaltspatent des Kantons Zürich. Von 1967 bis 1995 arbeitete er als Griechenlandkorrespondent der Neuen Zürcher Zeitung. Gleichzeitig leitete er von 1970 bis 1990 eine griechischsprachige Sendung der SRG. Daneben lehrte er von 1965 bis 1995 Neogräzistik und Byzantistik an der Universität Freiburg im Üechtland und von 1984 bis 1992 an der Universität Zürich.
Als Publizist hat Tzermias das Bild von Griechenland im deutschen Sprachraum „[w]ie kaum ein anderer“ mitgestaltet. Seine Gesamtdarstellungen  zur neugriechischen Geschichte und zur Geschichte Zyperns gehörten lange Zeit zu den deutschsprachigen Standardwerken.
Tzermias war ab 1955 mit der Schweizerin Elsbeth Erika Widmer verheiratet. 1968 wurde er in Zürich eingebürgert. Ab 2000 war er korrespondierendes Mitglied der „Sektion für Ethik- und Politikwissenschaften“ der Akademie von Athen. Er hat seine letzte Ruhestätte in einem Urnengrab auf dem Friedhof Fluntern gefunden.

## Schriften (Auswahl)
- Neugriechische Grammatik. Formenlehre der Volkssprache mit einer Einführung in die Phonetik, die Entstehung und den heutigen Stand des Neugriechischen. Francke, Bern 1969.
- Neugriechische Geschichte. Eine Einführung. Francke, Tübingen 1986; 3. Auflage 1999.
- Die neugriechische Literatur. Eine Orientierung. Francke, Tübingen 1987; 2. Auflage: Neugriechische Literatur. Homers Erbe als Bürde und Chance. Francke, Tübingen 2001.
- Geschichte der Republik Zypern. Mit Berücksichtigung der historischen Entwicklung der Insel während der Jahrtausende. Francke, Tübingen 1991; 4. Auflage 2004.
- Das andere Byzanz. Konstantinopels Beitrag zu Europa. Universitätsverlag, Freiburg (Schweiz) 1991.
- Konstantin Karamanlis. Versuch einer Würdigung. Mit einem Vorwort von Helmut Schmidt. Francke, Tübingen 1992.
- Die Identitätssuche des neuen Griechentums. Eine Studie zur Nationalfrage mit besonderer Berücksichtigung des Makedonienproblems. Universitätsverlag, Freiburg (Schweiz) 1994.
- Politik im neuen Hellas. Strukturen, Theorien und Parteien im Wandel. Francke, Tübingen 1997.
- Für eine Hellenistik mit Zukunft. Plädoyer für die Überwindung der Krise des Humanismus. Universitätsverlag, Freiburg (Schweiz) 1998.
- Kreta von Knossos bis Kazantzakis. Wanderung durch eine faszinierende Kultur. Balistier, Mähringen 2003.
- Aspekte der griechischen Philosophie von der Antike bis heute. Francke, Tübingen 2005.
- Nikos Kazantzakis’ Odyssee. Unbekannte Aspekte des geistigen Weges eines berühmten Kreters. Balistier, Mähringen 2008.
- Eleftherios Venizelos’ historische Leistung. Der Weg eines „Weißberglers“ zum Weltruhm. Balistier, Mähringen 2010.
- Der Kreter Dominikos Theotokopoulos genannt El Greco. Ein unbekannter Berühmter. Balistier, Mähringen 2012.